# Simulium gribae
Simulium gribae är en tvåvingeart som beskrevs av Rubtsov 1956. Simulium gribae ingår i släktet Simulium och familjen knott. Inga underarter finns listade i Catalogue of Life.